# Renato Casaro

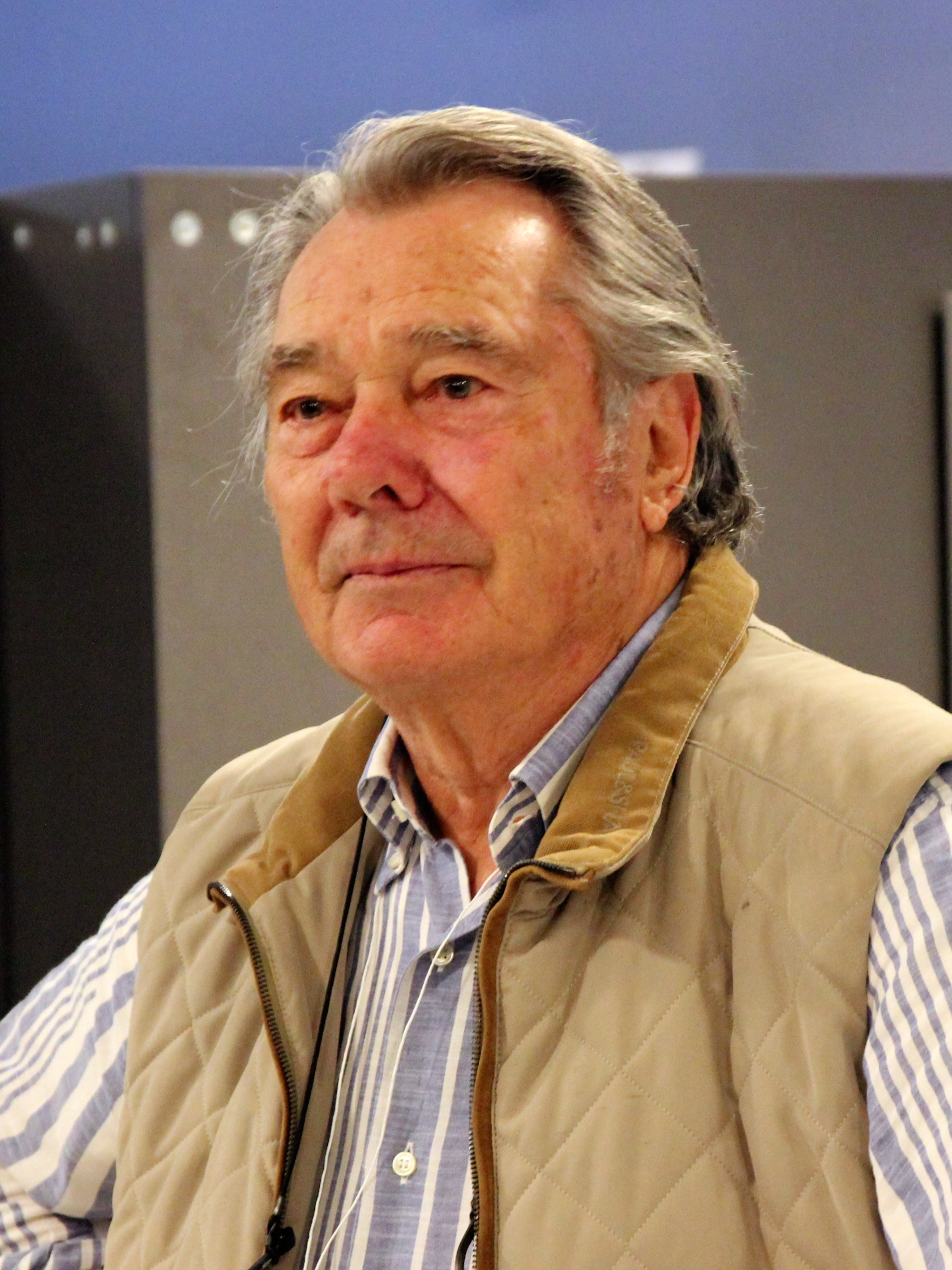
Renato Casaro (2016)

Renato Casaro (* 26. Oktober 1935 in Treviso) ist ein italienischer Maler und Illustrator.

## Leben
Nach seinem Schulabschluss begann Casaro Ausbildung zum Grafik-Designer. Schon mit 17 bekam er erste Aufträge für Kino-Fassaden-Dekoration im Tausch gegen freien Eintritt. Mit 19 absolvierte er ein einjähriges Volontariat im Atelier Favalli in Rom.
Mit 21 eröffnete er ein eigenes Atelier in Rom und war damit der jüngste selbständige Film-Illustrator. Sein erstes Filmplakat entwarf er 1956 für den deutschen Film Zwei blaue Augen. Er hatte bereits in der Ära der italienischen Kolossalfilme Ende der 50er Jahre große Erfolge.
1965 gelang Casaro der internationale Durchbruch mit der weltweiten Verbreitung des Plakates für die Dion-de-Laurentiis-Produktion Die Bibel und erstmals eine Großwerbefläche am Sunset Boulevard in Hollywood.
Enge Zusammenarbeit mit Sergio Leone – Plakate für Filme wie Für eine Handvoll Dollar oder Es war einmal in Amerika werden Klassiker. Die Plakate für den Terence-Hill/Bud-Spencer-Film-Zyklus sind Kult.
Ab 1979 zahlreiche Ausstellungen und Auszeichnungen (siehe unten).
1985 erhielt Casaro einen Lehrauftrag am privaten Istituto Europeo di Design in Rom. Seither unternahm er auch regelmäßige Studienreisen im Westen der Vereinigten Staaten um am Gemälde-Zyklus „Going West“ zu arbeiten und in afrikanische Länder zur Tier-Beobachtung für seine Gemälde „African Impressions“. Seit 1988 arbeitet Casaro an der Serie „Painted Movies“.
1992 konnte Casaro eine Werkschau unter dem Titel „30 Jahre Leben für den Film“ in der Pinakothek von Pinerolo (Provinz Turin) ausstellen.
Für Quentin Tarantino gestaltete er einige italienische Filmplakate mit Rick Dalton (Leonardo DiCaprio), die im Film Once Upon a Time in Hollywood (2019) verwendet wurden.

## Von Renato Casaro gemalte Filmplakate (Auswahl)
Zum besseren Verständnis: die angegebenen Jahreszahlen zu den Filmen beziehen sich auf das Jahr, in dem der Film in dem Land gezeigt wurde, zu dem dann das Filmplakat von R. C. gezeichnet und Verwendung fand. Die bekannten (nachgewiesenen) Formate werden aufgeführt. Nicht immer ist ein Plakat in mehreren Formaten erstellt worden. (Nachstehend verwendete Abkürzungen: WA- = Wiederaufführungs-; VA- = Vorankündigungs-; A1 = Din A1, deutsches Papierformat, ca. 60 × 84 cm; A0 = Din A0, dt. Papierformat, ca. 84 × 118 cm; 6/1 = Litfasssäulenplakat (3-fach A0 quer), ca. 118 × 250 cm, i. d. R. im Hochformat; ital. 1Foglio = ital. Kinoplakat im Format „uno Foglio“, ca. 70 × 100 cm; ital. 2Foglio = ital. Kinoplakat im Format „due foglio“, ca. 100 × 140 cm; ital. 4Foglio = ital. Kinoplakat im Format „quatro foglio“, ca. 140 × 198 cm; ital. Locandina = ital. Kinoplakat im Format „locandina“, ca. 33 × 71 cm; US-1Sheet = amerikanisches Kinoplakat im Format One-Sheet (= 27 × 41 inches), ca. 69 × 103 cm; UK-Quad = britisches Kinoplakat im Format „Quad“ (= 30 × 40 inches), ca. 75 × 105 cm)
- Die Abenteuer des Baron Münchhausen (1988, deutsches Kinoplakat A1 und A0, Hochformat, für den Filmverleih: Neue Constantin)
- Amadeus (1984, ital. 4Foglio, Hochformat)
- Angel Heart (1986, dt. Kinoplakat A1 und A0, Hochformat, für den Filmverleih: Jugendfilm Verleih)
- Auf den Schwingen des Todes (1987, dt. Kinoplakat A1 und A0, Hochformat, für den Filmverleih: Senator Film)
- Der Außenseiter (1983, dt. Kinoplakat im Format A1, Hochformat, für den Filmverleih: Neue Constantin)
- Der Außenseiter (1983, dt. Kinoplakat A0, Querformat, für den Filmverleih: Neue Constantin, anderes Motiv als Hochformat)
- BAT-21 – Mitten im Feuer (1988, dt. Kinoplakat A1, Hochformat, für den Filmverleih: Senator Film)
- Bingo Bongo (1982, dt. Kinoplakat A1, Hochformat, für den Filmverleih: Jugendfilm Verleih)
- The Black Duke/Il Duca nero (1983, ital. 2Foglio, Hochformat)
- Brenda Starr (1986, dt. Kinoplakat A1, Hochformat, für den Filmverleih: Highlight Film, auch als Videoplakat verwendet)
- Britannia Hospital (1984, dt. Kinoplakat A1, Hochformat, für den Filmverleih: Schröder Filmverleih)
- Der Brummbär (1986, dt. Kinoplakat A1, Hochformat, für den Filmverleih: Jugendfilm Verleih)
- Conan der Zerstörer (1984, dt. Kinoplakat A1, A0, doppel-A0 und 6/1, Hochformat, für den Filmverleih: Neue Constantin)
- Cotton Club (1984, dt. Kinoplakat A1 und A0, Hochformat, für den Filmverleih: Jugendfilm Verleih)
- Chronik eines angekündigten Todes (1987, dt. VA-Kinoplakat A1, Querformat, für den Filmverleih: Concorde)
- Der mit dem Wolf tanzt (1990, dt. Kinoplakat A1 und A0, Hochformat, für den Filmverleih: Neue Constantin)
- Der mit dem Wolf tanzt (1993, dt. Kinoplakat für die 3-Stunden-Version A1, A0 und doppel-A0, Hochformat, neues Motiv, für den Filmverleih: Neue Constantin)
- Der mit dem Wolf tanzt (1990, ital. 2Folio und ital. 4Foglio, 3. Motiv, von den dt. Motiven abweichend)
- Django kennt kein Erbarmen (Pochi dollari per Django, 1966, ital. Locandina, Hochformat)
- Es war einmal in Amerika (1984, Umschlag für das Presseheft, ca. 31 × 63 cm, Hochformat, für den Filmverleih: Jugendfilm Verleih)
- Es war einmal in Amerika (1984, dt. Kinoplakat A1, A0 und doppel-A0, Querformat, für den Filmverleih: Jugendfilm Verleih, mit Textkasten als WA-Plakat 1989 verwendet)
- Kampf um Endor (1982, dt. Kinoplakat A1, Hochformat, für den Filmverleih: Neue Constantin)
- Farewell to the King (1988, dt. Kinoplakat A1 und A0, Hochformat, für den Filmverleih: Scotia)
- Eine Faust geht nach Westen (1981, dt. Kinoplakat A0, Querformat, für den Filmverleih: TOBIS)
- Feuer, Eis & Dynamit (1990, dt. Kinoplakat A1 und A0 und 6/1, Hochformat, für den Filmverleih: Neue Constantin)
- Flash Gordon (1980, dt. Kinoplakat A1 und 6/1, Hochformat, für den Filmverleih: 20th Century Fox, zwei verschiedene Motive)
- Flesh and Blood (1986, dt. Kinoplakat A1, Hochformat, für den Filmverleih: Orion im Filmverlag)
- Formel 1 und heisse Mädchen (1984, dt. Kinoplakat A1, Hochformat, für den Filmverleih: Jugendfilm Verleih)
- Franziskus (1988, dt. Kinoplakat A1 und A0, Hochformat, für den Filmverleih: Senator Film)
- Für eine Handvoll Dollar (1978, dt. WA-Kinoplakat A1, Hochformat, für den Filmverleih: TOBIS)
- Für eine Handvoll Dollar (1978, dt. WA-Kinoplakat A0, Querformat, für den Filmverleih: TOBIS, 2. Motiv)
- Für ein paar Dollar mehr (1978, dt. WA-Kinoplakat A1, Hochformat, für den Filmverleih: TOBIS)
- Für ein paar Dollar mehr (1978, dt. WA-Kinoplakat A0, Querformat, für den Filmverleih: TOBIS, 2. Motiv)
- Die Glorreichen (1983, dt. Kinoplakat A1, Hochformat, für den Filmverleih: Neue Constantin)
- Der Größte bin ich (1984, dt. Kinoplakat A0, Querformat, für den Filmverleih: Jugendfilm Verleih)
- Die Gruft der toten Frauen (Il principe della notte, 1966, ital. Locandina, Hochformat)
- Helsinki–Napoli - All Night Long (1987, dt. Kinoplakat A1 und A0, Hochformat, für den Filmverleih: Senator Film)
- Der Henker von Venedig (1964, österreichisches Kinoplakat A1, Hochformat)
- High Spirits (1987, dt. Kinoplakat A1, A0 und 6/1, Hochformat, für den Filmverleih: Senator Film)
- Ich will, ich will … vielleicht? (1976, dt. Kinoplakat A1, Hochformat, für den Filmverleih: Scotia)
- Lichter der Großstadt (1968, ital. 2Foglio und ital 4Foglio, Hochformat, ein Motiv in zwei Variationen für 2 Formate)
- Lock Up – Überleben ist alles (1989, dt. Kinoplakat A1,A0 und 6/1, Hochformat, für den Filmverleih: Scotia)
- Masters of the Universe (1987, dt. Kinoplakat A1, Hochformat, für den Filmverleih: Scotia)
- Mein Name ist Nobody (1973, dt. Kinoplakat A1, Hochformat, für den Filmverleih: Tobis)
- Mein Name ist Nobody (1973, dt. Kinoplakat A0, Querformat, für den Filmverleih: Tobis, anderes Motiv als Hochformat)
- Miles from Home (1988, dt. Kinoplakat A1 und A0, Hochformat, für den Filmverleih: Neue Constantin)
- Mohn ist auch eine Blume (1973, dt. WA-Kinoplakat A1, Hochformat, für den Filmverleih: P.H.Knipp)
- Das Osterman Weekend (1983, dt. Kinoplakat A1, Hochformat, für den Filmverleih: Jugendfilm Verleih)
- Out of Rosenheim (1987, dt. Kinoplakat A1, Hochformat, für den Filmverleih: Filmverlag der Autoren, Bemerkung: große Abweichung vom üblichen Stil)
- Over the Top (1987, dt. Kinoplakat A1, A0 und doppel-A0, Hochformat, für den Filmverleih: Scotia, ein Motiv – drei Variationen des Plakates)
- Der Profi (1981, dt. Kinoplakat A1, Hochformat, für den Filmverleih: Neue Constantin)
- Rambo (2.Teil) – Der Auftrag (1985, dt. Kinoplakat A1 und A0, Querformat, für den Filmverleih: Scotia)
- Rambo III (1988, dt. Kinoplakat A1, Hochformat, für den Filmverleih: Jugendfilm Verleih)
- Rambo III (1988, dt. Kinoplakat A0, Querformat, für den Filmverleih: Jugendfilm Verleih, anderes Motiv als Hochformat)
- Die rechte und die linke Hand des Teufels (1975, dt. WA-Kinoplakat A1, A0 und doppel-A0, Hochformat, für den Filmverleih: TOBIS)
- Red Sonja (1985, dt. Kinoplakat A1, Hochformat, für den Filmverleih: TOBIS)
- Red Sonja (1985, dt. Kinoplakat A0, Querformat, für den Filmverleih: TOBIS, anderes Motiv als Hochformat)
- Die Reise ins Ich (1987, dt. Kinoplakat A1, A0 und 6/1, Hochformat, für den Filmverleih: Warner Bros.)
- Renegades – Auf eigene Faust (1989, dt. Kinoplakat A1, Hochformat, für den Filmverleih: DELTA Film, Berlin)
- Rumble Fish (1983, dt. Kinoplakat A1, Hochformat, für den Filmverleih: Scotia)
- Rumble Fish (1983, UKQ, Querformat, für den Filmverleih: Scotia)
- Running Man (1987, dt. Kinoplakat A1, A0, doppel-A0 und 6/1, Hochformat, für den Filmverleih: Neue Constantin)
- Sag niemals nie (James Bond 007 Neuverfilmung von „Feuerball“) (1982, dt. Kinoplakat A1 und A0, Hochformat, für den Filmverleih: Neue Constantin)
- Sag niemals nie (James Bond 007 Neuverfilmung von „Feuerball“) (1982, dt. Kinoplakat A1, A0 und 6/1, Hochformat, für den Filmverleih: Neue Constantin, 2. Motiv, Connery in Pose ohne Szenen im Hintergrund)
- Schrei aus Stein (1991, dt. Kinoplakat A1, Hochmotiv, für den Filmverleih: Neue Constantin, zwei verschiedene Motive)
- Shanghai Surprise (1986, dt. Kinoplakat A1 und Videoplakat A1, Hochmotiv, für den Filmverleih: Warner Bros.)
- Der Super-Typ (1982, dt. Kinoplakat A1, Hochformat, für den Filmverleih: Ascot)
- Supergirl (1984, dt. Kinoplakat A1, Hochformat, für den Filmverleih: Scotia)
- Superman IV – Die Welt am Abgrund (1986, dt. Kinoplakat A1, Hochformat, für den Filmverleih: Scotia)
- Die schwarze Tulpe (1963, ital. 2Foglio, Hochformat, vom dt. Filmverleih Ceres übernommen und mit deutschem Titel überklebt, 2 versch. Motive)
- Der Sizilianer (1987, dt. Kinoplakat A1 und A0, für den Filmverleih: Senator Film)
- Die Teuflischen (Il Diabolici, 1966, ital. WA-1Foglio, Hochformat)
- Die unendliche Geschichte II (1990, dt. Kinoplakat A1, Hochformat, für den Filmverleih: CineVox/Warner Bros., Vorplakat)
- Die unendliche Geschichte II (1990, dt. Kinoplakat A1, Hochformat, für den Filmverleih: CineVox/Warner Bros., Hauptmotiv, anderes Motiv als Vorplakat)
- Die unendliche Geschichte II (La Historia Interminable, 1990, ital. 2Foglio, Hochformat, anderes Motiv als in Deutschland)
- Vier Fäuste für ein Hallelujah (1976, dt. WA-Kinoplakat A1, Hochformat, für den Filmverleih: TOBIS)
- Vier Fäuste für ein Hallelujah (1976, dt. WA-Kinoplakat A0, Querformat, für den Filmverleih: TOBIS, anderes Motiv als Hochformat)
- Der Windhund (1978, dt. Kinoplakat A0, Querformat, für den Filmverleih: TOBIS)
- Winter People – Wie ein Blatt im Wind (1988, dt. Kinoplakat A1 und A0, Hochformat, für den Filmverleih: Jugendfilm Verleih)
- Der Wüstenplanet (1983, ital. Locandina und US-1Sheet)
- Die Zukunft heisst Frau (1984, dt. Kinoplakat A1, Hochformat, für den Filmverleih: ASCOT, Fotoelemente mit Teilen von R.C.)

## Von Renato Casaro gemalte Plakate für Veranstaltungen (Auswahl)
- Filmfest München 1986 (21.–29. Juni 1986, im Format A1 und A0, zeigt Marlene Dietrich und Jean Gabin)
- Filmfest München 1987 (20.–28. Juni 1987, im Format A1 und A0, zeigt Humphrey Bogart und Lauren Bacall (?))
- Karl-May-Spiele 1993 Bad Segeberg: Der Ölprinz (mit Gojko Mitić, Christopher Barker, Joshy Peters und Freddy Quinn) (26. Juni – 22. August 1993, im Format A1 und A0)
- Karl-May-Spiele 1994 Bad Segeberg: Der Schatz im Silbersee (mit Gojko Mitić, Joshy Peters und Freddy Quinn) (2. Juli – 28. August 1994, im Format A1, A0 und doppel-A0)
- Karl-May-Spiele 1996 Bad Segeberg: Winnetou und der Scout (mit Gojko Mitić und Reiner Schöne) (22. Juni – 25. August 1996, im Format A1 und A0)
- Karl-May-Spiele 1997 Bad Segeberg: Winnetou und Old Firehand (mit Gojko Mitić, Peter Hofmann und Keely Sims) (1997, im Format A1 und A0)
- Karl-May-Spiele 1998 Bad Segeberg: Unter Geiern – Der Geist des Llano Estacado (mit Gojko Mitić und Horst Janson) (27. Juni – 6. September 1998, im Format A1 und A0)
- Karl-May-Spiele 1999 Bad Segeberg: Halbblut (mit Gojko Mitić, Elke Sommer und Pierre Brice) (19. Juni – 29. August 1999, im Format A1 und A0)
- Karl-May-Spiele 2000 Bad Segeberg: Der Ölprinz (mit Gojko Mitić, Joshy Peters und Mathieu Carrière) (24. Juni – 3. September 2000, im Format A1 und A0)
- Karl-May-Spiele 2001 Bad Segeberg: Der Schatz im Silbersee (mit Gojko Mitić, Horst Janson, Dolly Dollar und Arthur Brauss) (30. Juni – 9. September 2001, im Format A1 und A0)
- Karl-May-Spiele 2002 Bad Segeberg: Im Tal des Todes (mit Gojko Mitić, Reiner Schöne und Allegra Curtis) (22. Juni – 1. September 2002, im Format A1 und A0)
- Karl-May-Spiele 2003 Bad Segeberg: Old Surehand (mit Gojko Mitić, Wayne Carpendale und Dunja Rajter) (28. Juni – 7. September 2003, im Format A1 und A0)
- Karl-May-Spiele 2004 Bad Segeberg: Unter Geiern – Der Sohn des Bärenjägers (mit Gojko Mitić, Patrick Bach, Tanja Szewczenko und Ulli Kinalzik) (26. Juni – 5. September 2004, im Format A1 und A0)
- Karl-May-Spiele 2005 Bad Segeberg: Winnetou und das Geheimnis der Felsenburg (mit Gojko Mitić, Götz Otto und Saskia Valencia) (25. Juni – 4. September 2005, im Format A1 und A0)
- Karl-May-Spiele 2006 Bad Segeberg: Winnetou III (mit Gojko Mitić, Volker Brandt, Alexandra Kamp und Winfried Glatzeder) (1. Juli – 10. September 2006, im Format A1 und A0)
- Karl-May-Spiele 2007 Bad Segeberg: Winnetou I (mit Erol Sander, Peter Kremer und Thorsten Nindel) (23. Juni – 2. September 2007, im Format A1 und A0)
- Karl-May-Spiele 2008 Bad Segeberg: Winnetou und Old Firehand (mit Erol Sander, Alexander Wussow und Beatrice Richter) (28. Juni – 7. September 2008, im Format A1 und A0)
- Karl-May-Spiele 2009 Bad Segeberg: Der Schatz im Silbersee (mit Erol Sander, Dorkas Kiefer und Martin Semmelrogge) (27. Juni – 6. September 2009, im Format A1 und A0)
- Karl-May-Spiele 2010 Bad Segeberg: Halbblut (mit Erol Sander, Joshy Peters, Eva Habermann und Ingo Naujoks) (26. Juni – 5. September 2010, im Format A1 und A0)
- Plakate des Circus Krone
- Veranstaltungs-Plakate und Cover-Motive für die Souvenirprogramme des Circus Roncalli

## Kommerzielle Plakate und Kunstdrucke (Auswahl)
- Invitation/Dinner der Berühmten (Motiv: eine Modifikation von Das Abendmahl (Leonardo da Vinci) mit den bekanntesten verstorbenen Filmstars, wobei Marilyn Monroe die Position von Jesus innehat. Das Bild gibt es in zwei Varianten, die Schauspieler von links nach rechts: Oliver Hardy, Stan Laurel, Elvis Presley, Clark Gable als Rhett Butler aus vom Winde verweht, John Wayne bzw. Robert Mitchum, Charlie Chaplin, Marilyn Monroe, James Dean aus Giganten, Humphrey Bogart aus Casablanca, Fred Astaire, Cary Grant, Boris Karloff bzw. Groucho Marx, Marlon Brando aus Der Wilde (gibt es in verschiedenen Formaten und z. B. auch als 1000-Teile Puzzle von Schmidt Spiele))
- Drehpause/Shooting Break (zeigt das bekannte Schwarz-Weiß-Foto Lunch atop a skyscraper von Charles C. Ebbets, 1932) mit den „Stars“: King Kong, Clark Gable, Charlie Chaplin, James Stewart aus Winchester ’73, Humphrey Bogart als Philip Marlowe, Marilyn Monroe, Elvis Presley, James Dean aus ...denn sie wissen nicht, was sie tun, Steve McQueen aus Le Mans, Edward G. Robinson als Little Caesar, Johnny Weissmüller als Tarzan.
- Die glorreichen Sieben (zum gleichnamigen Film, wurde aber als Filmplakat nie verwendet; gibt es in verschiedenen Formaten und auch als 1000-Teile-Puzzle von Schmidt Spiele)
- Dinner for One (nach dem gleichnamigen Bühnenstück, welches jedes Jahr zu Silvester auf den 3. Programmen im deutschen Fernsehen gezeigt wird, Butler James in seiner bekanntesten Pose). Gibt es in verschiedenen quadratischen Formaten und auch als 1000-Teile-Puzzle von Schmidt Spiele.
- 100 Jahre Film (Motiv: zeigt eine Abwandlung des berühmten Gemäldes Die Schule von Athen des Malers Raffael). Das Bild gibt es in zwei Versionen, auf der neueren Version wurden Boris Karloff, Alfred Hitchcock, John Wayne, Klaus Dahm und E.T. gegen andere Figuren ersetzt. (Gibt es in verschiedenen Formaten und wurde als Ausklapp-Cover der Ausgabe 200 der Filmzeitschrift Cinema verwendet).
- High Noon (Motiv zum Film Zwölf Uhr mittags, wurde allerdings nie als Filmplakat verwendet)
- Tramp (Motiv: Charlie Chaplin mit Kindern im Chaplin-Look)
- Luce della citta/Lichter der Großstadt (Motiv: Charlie Chaplin zwischen Hochhäusern)
- Schirokko/Scirocco (Motiv: Beduine umarmt nackte Frau vor Wüstendüne)
- Schirokko II (wie: Schirokko, nur der Beduinenmantel lässt einen Teil des Frauenpos durchscheinen)
- Everybodies Dream (Motiv: Marilyn Monroe im Bett, ein Kopfkissen umarmend)
- Shalimar (Motiv: Beduine vor sich entblößender Frau auf Düne stehend)
- A Star is born (Motiv: Marilyn Monroe in der Muschel, nach dem Gemälde Die Geburt der Venus von Sandro Botticelli)
- Mount Hollywood (Motiv: eine Abwandlung der berühmten Präsidentenköpfe am Mount Rushmore mit den Köpfen von Humphrey Bogart, Marilyn Monroe, James Dean und Elvis Presley)
- Perry Rhodan (Motiv: Rhodan vor Weltraumszenerie, als Neuinterpretation der ikonischen Figur der gleichnamigen deutschen Romanserie (1998))

## Auszeichnungen und Preise
- 1980: Medaille CINEMA E SOCIETA für besondere Verdienste um den Film
- 1984: Auszeichnung Bestes Filmplakat in Italien für Rambo I
- 1987: Auszeichnung Bestes Filmplakat in Italien für Chronik eines angekündigten Todes
- 1988: Ehrenbürger seiner Heimatstadt Treviso und Träger des Stadtordens TOTILA
- 1988: Ehrenmitglied der „Vereinigung für Werbung“ Venedig
- 1988: Auszeichnung Bestes Filmplakat in den USA für Der letzte Kaiser
- 1988: Auszeichnung Bestes Filmplakat für Terror in der Oper
- 1989: Goldmedaille für das Lebenswerk des italienischen Kulturministeriums
- 1991: Zwei 1. Preise für die besten Filmplakate für Himmel über der Wüste und Nikita
- 1992: Bestes Filmplakat Der mit dem Wolf tanzt (JUPITER)
- 1992: Träger des Stadtordens „Maschera di Ferro“ von Pinerolo für seine Ausstellung „30 Jahre Leben für den Film“

## Ausstellungen (Auswahl)
- 1979: Kulturreferat der Stadt Genua: „Cinema al muro“ (Kino an der Mauer)
- 1984: „Salon des Illustrateurs“ in Paris
- 1986: Ausstellung von 200 Original-Gemälden für Filmplakate im Kulturzentrum Gasteig in München,
- 1988: Wanderausstellung durch deutsche Städte, u. a. Städtische Galerie, Rosenheim
- 1992: PAINTED MOVIES Gallery Arpé, Cannes/Frankreich
- 1992: „30 Jahre Leben für den Film“ Pinakothek Turin-Pinerolo
- Seit 1992: „Painted Movies“ in verschiedenen Orten
- 2012: Gemalter Film – Filmplakate von R.C. im Folkwang Museum, Essen (4. Februar – 15. April 2012)